# Leon Wood
Osie Leon Wood III (Columbia, 25 maart 1962) is een voormalig Amerikaans basketballer. Hij won met het Amerikaans basketbalteam de gouden medaille op de Pan-Amerikaanse Spelen 1983 en de Olympische Zomerspelen 1984.
Wood speelde voor het team van de Universiteit van Arizona en de California State University - Fullerton, voordat hij in 1984 zijn NBA-debuut maakte bij de Philadelphia 76ers. In totaal speelde hij 6 seizoenen in de NBA. Hij speelde ook meerdere seizoenen in Europa. Tijdens de Olympische Spelen speelde hij 8 wedstrijden, inclusief de finale tegen Spanje. Gedurende deze wedstrijden scoorde hij 47 punten.
Na zijn carrière als speler werd hij scheidsrechter in de NBA.